# Färöischer Fußballpokal 1966
Der Färöische Fußballpokal 1966 wurde zum zwölften Mal ausgespielt. Im Endspiel, welches im Stadion Sarpugerði in Norðragøta ausgetragen wurde, siegte KÍ Klaksvík mit 4:2 gegen HB Tórshavn und konnte den Pokal somit zum zweiten Mal gewinnen.
KÍ Klaksvík und HB Tórshavn belegten in der Meisterschaft die Plätze eins und zwei, dadurch erreichte KÍ Klaksvík das Double.  Titelverteidiger B36 Tórshavn schied hingegen im Halbfinale aus.

## Teilnehmer
Teilnahmeberechtigt waren folgende fünf Mannschaften der Meistaradeildin:
| Meistaradeildin                                           |
| B36 Tórshavn HB Tórshavn KÍ Klaksvík TB Tvøroyri VB Vágur |

## Modus
Für den Pokal waren alle Erstligisten zugelassen. Drei Mannschaften waren für das Halbfinale gesetzt. Die beiden verbliebenen Mannschaften spielten in einer Runde den letzten Teilnehmer aus. Alle Runden wurden im K.-o.-System ausgetragen.

## Qualifikationsrunde
|          | Ergebnis |             |
| -------- | -------- | ----------- |
| VB Vágur | 1:2      | TB Tvøroyri |

## Halbfinale
|              | Ergebnis |             |
| ------------ | -------- | ----------- |
| B36 Tórshavn | ?:?      | HB Tórshavn |
| KÍ Klaksvík  | ?:?      | TB Tvøroyri |

## Finale
| Paarung  | KÍ Klaksvík – HB Tórshavn |
| Ergebnis | 4:2                       |
| Stadion  | Sarpugerði, Norðragøta    |
| Tore     | ?                         |